# پسخو
پسخو (به لاتین: Pskhu) یک منطقهٔ مسکونی در گرجستان است که در شهرستان سوخومی واقع شده‌است.